# نهج دفع الثمن
نهج دفع الثمن أو تدفيع الثمن هي سياسة انتقامية ينتهجها ناشطون من اليمين المتطرف الإسرائيلي ومستوطنون متطرفون منذ سنوات تقوم على مهاجمة أهداف فلسطينية، وتشمل تلك الهجمات تخريب وتدمير ممتلكات فلسطينية وإحراق سيارات ودور عبادة مسيحية وإسلامية وإتلاف أو اقتلاع أشجار زيتون.

## التأسيس والنشأة
ظهرت حركة «دفع الثمن» أو«جباية الثمن» عام 2011 ونفذت أغلب اعتداءاتها في مدينة القدس. ذكر عدد من التقارير أن الحركة تنظيم سرّي له قيادة مركزية سرية تقوده وتوجه نشاطاته وعملياته وتحدد أهدافه بدقة.
وأوردت دراسة بعنوان «تنظيم جباية الثمن.. وجباية الثمن من الفلسطينيين» صادرة عن المركز العربي للأبحاث ودراسة السياسات عام 2012، أن التنظيم عبارة عن مجموعات من المستوطنين ظهرت بالمناطق المحتلة من الضفة، وهي تحظى بدعم واسع من المستوطنين اليهود، بالإضافة إلى تأييد كبير من بعض الأحزاب الإسرائيلية والحاخامات.
وتحاول الحركة الحفاظ على المستوطنات التي أقيمت على الأراضي الفلسطينية، وتعتبر رأس الحربة في زيادة التوسعات الاستيطانية وتهويد الأراضي الفلسطينية، ونزع الصبغة العربية والفلسطينية عنها في كل المناطق المحتلة.

## الاعتراضات
إن أحد الاعتراضات على استخدام هذا المصطلح هو أنه يجرد الفلسطينيين من إنسانيتهم. ويزعم رون بن توفيم أن هذا المصطلح عبارة عن تسمية تستخدمها المتاجر الكبرى كتعبير ملطف عن الأعمال العنيفة التي تهدف إلى بث الرعب في قلوب الفلسطينيين، والتي تُطبق على الأعمال التي يرتكبها اليهود ضد الفلسطينيين، في حين أن الاستخدام الإسرائيلي المعتاد لوصف كل الأعمال التي يرتكبها الفلسطينيون ضد اليهود الإسرائيليين بأنها أعمال إرهاب. ومن الشائع استخدام مصطلح "قطع رأس ثعبان الإرهاب" و"مخالب الإرهاب". واستخدام مصطلح خاص، "بطاقة الثمن"، لأعمال العنف ضد الفلسطينيين، يعني تقليص الإرهاب إلى مجرد رسالة من المستوطنين إلى حكومتهم، وتجاهل الضحية.

## أصل هذه السياسة
وبحسب المراسل العسكري لصحيفة هآرتس الإسرائيلية آموس هاريل، فإن جذور هذه السياسة تعود إلى سياسة أرييل شارون في الانسحاب من غزة في أغسطس/آب 2005 وهدم المستوطنة غير القانونية في عمونة في عام 2006. ويستخدم هذا التعبير أحياناً للإشارة إلى الأفعال التي وقعت قبل هذا التاريخ، للإشارة إلى عمل انتقامي. على سبيل المثال، يصف جدعون ليفي مستوطنة متسبيه يائير، التي أنشئت في عام 1998 بعد مقتل المستوطن يائير هار سيناي، بأنها "عملية مبكرة لفرض ثمن" ـ عمل انتقامي لحادث ما". كما استُخدم هذا المصطلح لوصف السياسة الانتقامية الإسرائيلية ضد الفلسطينيين، وبالنيابة عن المشروع الاستيطاني، لوصف قرار رئيس الوزراء بنيامين نتنياهو بالسماح لليهود بالانتقال إلى عقار متنازع عليه، وهو بيت المكفيلة، رداً على إطلاق النار على شرطي حدود إسرائيلي بالقرب من الحرم الإبراهيمي في الخليل.

## التوجه الأيديولوجي
يشترك ناشطو الحركة وأنصارها وجمهورها في اعتناق فكر «عنصري» يستند إلى الكراهية الشّديدة للعرب الفلسطينيين، ويدعو إلى قتلهم أو طردهم من المناطق الفلسطينية المحتلة، كما يدعو إلى زيادة تعزيز الاستيطان اليهودي بالضفّة الغريبة المحتلة، والإسراع في تهويدها وضمها إلى إسرائيل، من ناحية أخرى.
نددت منظمة حقوقية إسرائيلية بإفلات المستوطنين الإسرائيليين من العقاب بعد مهاجمة الفلسطينيين في الضفة الغربية المحتلة.
وقال تقرير أصدرته منظمة «ييش دين» للدفاع عن حقوق الإنسان، الاثنين، إن المستوطنين يفلتون بشكل واسع من العقاب عند مهاجمة فلسطينيين بالضفة الغربية المحتلة، مشيرة إلى أن 85.3 في المائة من الشكاوى التي يقدمها فلسطينيون يتم إغلاقها بسبب عدم قدرة المحققين على اعتقال المشتبه بهم أو جمع أدلة كافية لتقديم لائحة اتهام بحقهم.
وبحسب التقرير، فإن 7.4% فقط من الشكاوى تؤدي إلى تقديم لوائح اتهام ضد المشتبه بهم، بينما لا تؤدي إلا ثلث لوائح الاتهام إلى إدانة المشتبهين.
وأكدت « ييش دين» أن «احتمال أن تؤدي شكوى تقدم بها فلسطيني إلى الشرطة الإسرائيلية إلى تحقيق فعال، يليه اعتقال مشتبه به وإدانته هو 1.8 في المائة فقط»، مضيفة أن التقرير «يكشف صورة مقلقة عن سلوك قوات الأمن (الإسرائيلية) بشكل عام، والشرطة بشكل خاص في مجال الجرائم القومية، كالعنف وتخريب الأملاك ومصادرة الأراضي وغيرها».
وينتهج المستوطنون المتطرفون سياسة انتقامية تعرف باسم «دفع الثمن» وتقوم على مهاجمة أهداف فلسطينية، وكذلك مهاجمة جنود في كل مرة تتخذ السلطات الإسرائيلية إجراءات يعتبرونها معادية للاستيطان.
وتشمل تلك الهجمات تخريب وتدمير ممتلكات فلسطينية وإحراق سيارات ودور عبادة مسيحية وإسلامية وإتلاف أو اقتلاع أشجار زيتون، ونادراً ما يتم توقيف الجناة.
وهناك 341 ألف مستوطن إسرائيلي في 135 مستوطنة و100 بؤرة استيطانية عشوائية في الضفة الغربية المحتلة، ولا سيما في المنطقة «ج» التي تشكل 60% من مساحة الضفة الغربية المحتلة، وتخضع تماماً لإدارة إسرائيل، بحسب أرقام صادرة عن الأمم المتحدة.